# Михаил Мукев
Михаил Ставрев Мукев е български революционер, войвода на Вътрешната македоно-одринска революционна организация и Вътрешната македонска революционна организация.

## Биография
Михаил Мукев е роден през 1880 година в битолското село Цапари, тогава в Османската империя. Влиза във ВМОРО и участва в Илинденско-Преображенското въстание с четата на Иван Варналиев в Одринско. В 1905 година е четник на Евстатий Шкорнов. След Междусъюзническата война в 1913 година е войвода в Битолско и дава сражения на сръбските окупационни части.
След Първата световна война се установява с брат си в Албания, откъдето участват във възстановяването на революционната дейност в Македония. Навлиза в Битолско и действа с чета в Цапарско, но е заловен от сръбските власти, осъден на смърт и разстрелян в местността Билбил камък край Битоля през 1919 година.